# مرسدس، بوئنوس آیرس

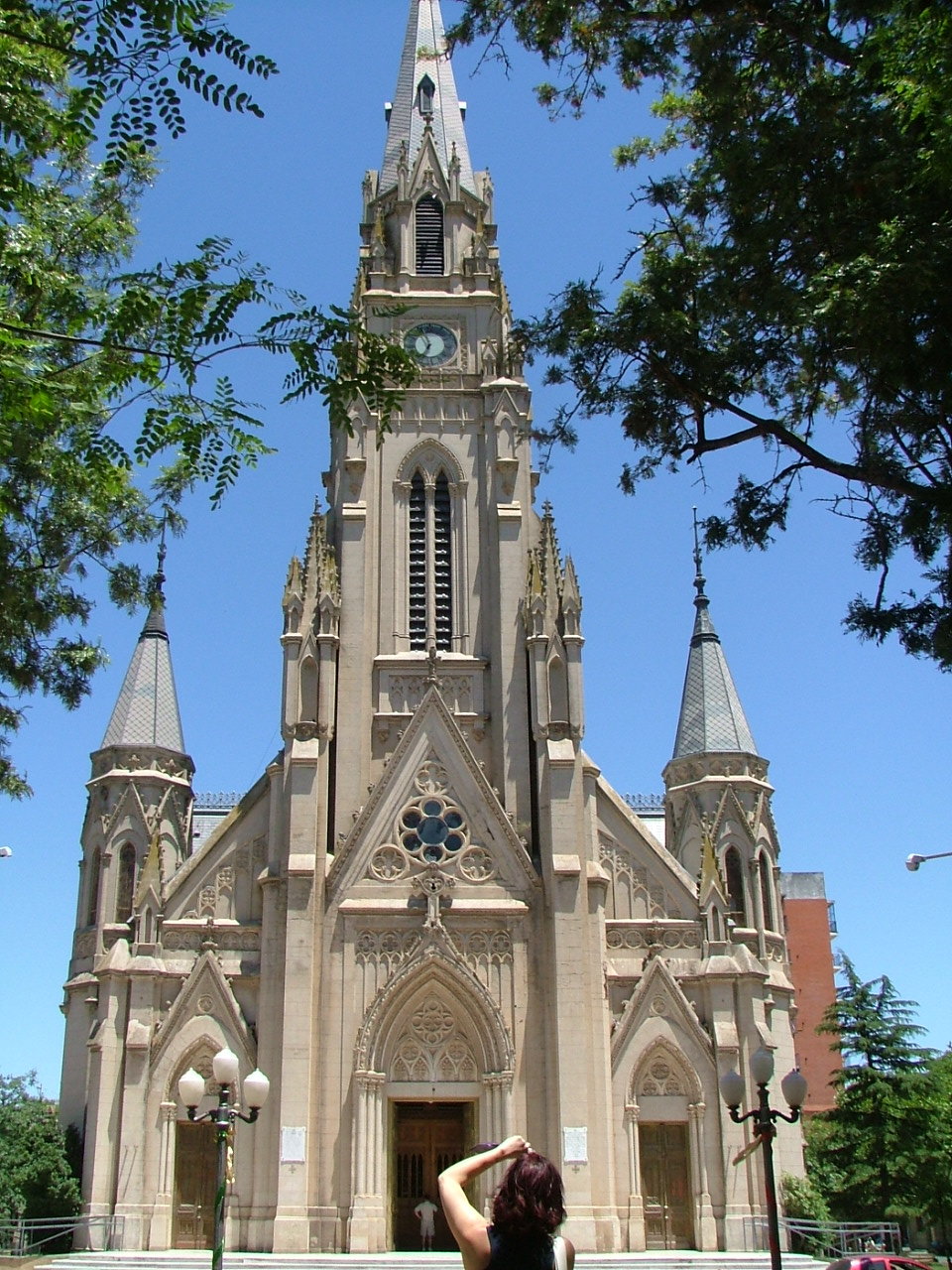
کلیسای جامع مرسدس

مرسدس (به اسپانیایی: Mercedes) شهری در کشور آرژانتین، استان بوئنوس آیرس است که در سال ۲۰۰۹ میلادی، حدود ۵۱٬۹۶۷ نفر جمعیت داشته است.